# Asfaltyt

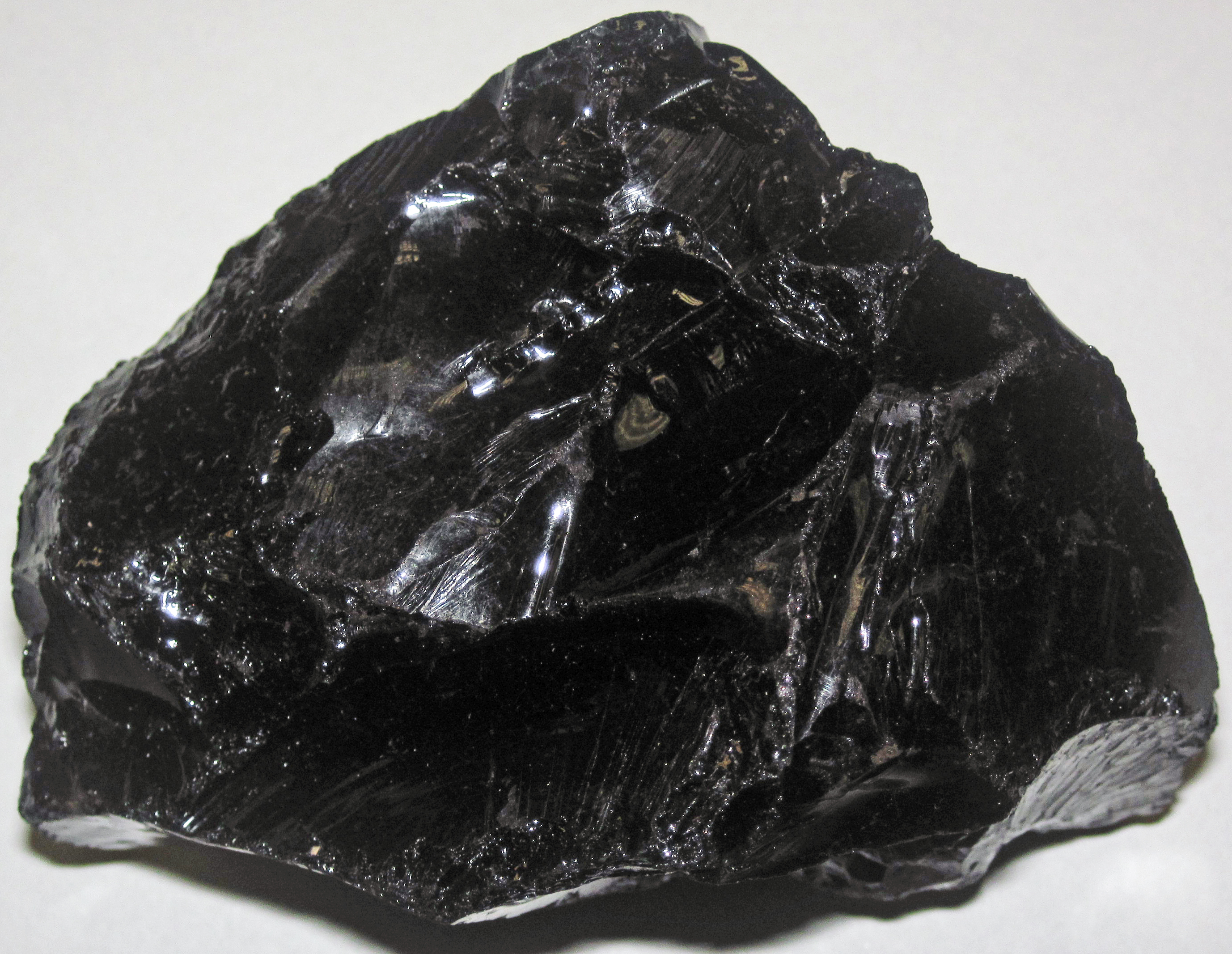
Gilsonit, odmiana asfaltytu

Asfaltyt – skała osadowa pochodzenia organicznego, występująca w złożach na powierzchni skorupy ziemskiej lub w jej sąsiedztwie, odmiana asfaltu naturalnego barwy czarnej, twarda, o szklistym połysku, odznaczająca się wysoką temperaturą topliwości, prawie niezawierająca domieszek mineralnych. 
W warunkach naturalnych asfaltyt powstaje w wyniku uwolnienia z ropy naftowej jej lotnych składników. W warunkach przemysłowych uzyskiwany jest w wyniku przeróbki specjalnych gatunków ropy naftowej lub koksowania węgla kamiennego.
W przemyśle chemicznym asfaltyt stosowany jest do wyrobu farb i lakierów bitumicznych.